# General (Nemčija)
General je lahko naziv več vojaških činov v različnih obdobjih nemške vojaške zgodovine:

## Wehrmacht
General je bil generalski čin v nemški kopenski vojski in vojnem letalstvu).
Nižji čin je bil generalporočnik, medtem ko je bil višji generalpolkovnik. V vojni mornarici) mu je ustrezal čin admirala, medtem ko mu je v Waffen-SS ustrezal čin SS-Obergruppenführerja.

### Razdelitev
Prvotno je to bil enotni čin, na kar pa se je razdelil glede na rod oz. službo:
Heer
- general pehote (General der Infanterie),
- general artilerije (General der Artillerie),
- general konjenice (General der Kavallerie),
- general tankovskih enot (General der Panzertruppen),
- general pionirjev (General der Pioniere),
- general gorskih enot (General der Gebirgstruppen);

Luftwaffe
- general letalcev (General der Flieger),
- general protiletalske artilerije (General der Flakartillerie),
- general padalcev (General der Fallschirmjäger) in
- general letalskih komunikacijskih enot (General der Luftnachrichtentruppen).

### Oznaka čina
Oznaka čina je bila za vse zgoraj naštete razločitvene čine enaka.

#### Heer
Oznaka čina generala je bila sledeča:
- naovratna oznaka čina (t. i. Litzen) je bila enaka za vse častnike in sicer stiliziran hrastov list z dvema paroma listnih žil na rdeči podlagi;
- naramenska oznaka čina je bila sestavljena iz štirih prepletenih (zlatih in belih) vrvic in dveh zvezdic, ki so bile pritrjene na rdečo podlago;
- narokavna oznaka čina (na zgornjem delu rokava) za maskirno uniformo je bila sestavljena iz ene zlate črte in enega para stiliziranih hrastovih listov na črni podlagi.

Galerija
- Naovratna oznaka čina
- Naramenska oznaka čina
- Narokavna oznaka čina

#### Luftwaffe
Oznaka čina generala je bila sledeča:
- naovratna oznaka čina je bila sestavljena iz: velikega zlatega hrastovega venca, znotraj katerega so se nahajali trije pari stiliziranih kril na beli podlagi, pri čemer je bila oznaka obrobljena z zlato vrvico;
- naramenska oznaka čina je bila sestavljena iz štirih prepletenih (zlatih in belih) vrvic in dveh zvezdic, ki so bile pritrjene na rdečo podlago;
- narokavna oznaka čina (na zgornjem delu rokava) za bojno uniformo je bila sestavljena iz ene zlate črte, nad katero so se nahajali trije pari zlatih stiliziranih kril na modri podlagi.

Galerija
- Naovratna oznaka čina
- Osnovna naramenska oznaka čina
- Narokavna oznaka čina

## Bundeswehr
General je generalski čin v Bundeswehru (v kopenski vojski in letalstvu). v mornarici mu ustreza čin admirala. Čin je bil ustanovljen z reformo činovnega sistema leta 1962.
Nadrejen je činu generalporočnika. V sklopu Natovega STANAG 2116 spada v razred OF-9, medtem ko v zveznem plačilnem sistemu sodi v razred B10.
Čin generala je namenjen generalnemu inšpektorju Bundeswehra oz. lahko zaseda višje položaje v hierarhiji mednarodnih vojaških organizacij.

### Oznaka čina
Oznaka čina je lahko:
- naramenska (epoletna) oznaka (za službeno uniformo): zlati hrastov venec in štiri zlate zvezde z zlato in barvno obrobo glede na rod oz. službo[10]
- naramenska (epoletna) oznaka (za bojno uniformo): zlati hrastov venec in štiri zvezde (barvna obroba je samo na spodnjem delu oznake).[11]

Oznaka čina generala Luftwaffe ima na dnu oznake še stiliziran par kril.
Galerija
- Naramenska epoletna oznaka (za službeno uniformo)
- Naramenska epoletna oznaka (za bojno uniformo)
- Osnovna oznaka čina Luftwaffe